# 奥古斯塔納學院
奥古斯塔纳学院（英語：Augustana College）是一所位于美国伊利诺伊州四方城罗克岛的路德宗私立学院。学院招收大约2,349名学生。其校园毗邻密西西比河，占地115英亩（46.5公顷）。

## 历史
奥古斯塔学院前身是奥古斯塔学院和神学院（英語：Augustana College and Theological Seminary），由斯堪的纳维亚福音派路德会于1860年创立。它最初位于芝加哥，于1863年迁至伊利诺伊州帕克斯顿，并于1875年迁至伊利诺伊州罗克岛，即现在的所在地。
1890年后，在美国日益庞大的瑞典裔美国人社区推行了一种新的制度结构，包括活跃的瑞典语出版社、许多新教堂、几所学院和一个民族组织网络。其结果是在美国培养了一种瑞典人的自豪感。因而出现了自信的美国化一代。奥古斯塔纳学院引领了确认瑞典裔美国人身份的运动。早期所有学生都出生在瑞典，但到1890年，第二代美国出生的学生占主导地位。他们通常有白领或专业背景，农民和工人的子女很少。这些中产阶级青年对瑞典产生了一种理想化的看法，其特点是浪漫主义、爱国主义和理想主义，就像大西洋彼岸的同行一样。新一代人对瑞典对美国民主的贡献以及建立一个承诺自由并消除奴隶制威胁的共和国感到特别自豪。
学院于1886年在南部获得捐赠5英亩（2.0公顷），得以发展壮大。
1947年，康拉德·贝尔根多夫担任学院院长时，奥古斯塔神学院正式从奥古斯塔学院分离出来，成为一个独立机构。它一直保留在罗克岛校园，直到20世纪60年代，神学院搬到了芝加哥。它与其他路德宗神学院合并，形成芝加哥路德宗神学院。
1958年，崔琦入讀奧古斯塔納學院，后前往芝加哥大学读研。